# Tentato colpo di Stato in Georgia del 1920
Il tentato colpo di Stato in Georgia del maggio 1920 fu un tentativo fallito da parte dei bolscevichi di prendere il potere nella Repubblica Democratica di Georgia. Facendo affidamento sull'11a Armata Rossa della Russia sovietica operante nel vicino Azerbaigian, i bolscevichi tentarono di prendere il controllo di una scuola militare e degli uffici governativi nella capitale georgiana di Tiflis il 3 maggio. Il governo georgiano represse i disordini a Tiflis e concentrò le sue forze per bloccare con successo l'avanzata delle truppe russe sul confine azero-georgiano. La resistenza georgiana, che si combinava con una difficile guerra sovietica con la Polonia, persuase la leadership rossa a rinviare i piani per la sovietizzazione della Georgia e a riconoscere la Georgia come nazione indipendente nel trattato di Mosca del 7 maggio.

## Sfondo
Dopo il loro fallimento nell'assicurare il controllo del governo in Georgia dopo la rivoluzione russa del 1917, la maggior parte dei capi georgiani bolscevichi si trasferì nella Russia sovietica, da dove guidava le attività clandestine volte a minare il governo dominato dai menscevichi a Tiflis. Dal 1918 al 1919 una serie di tentativi di guidare una rivoluzione contadina contro i menscevichi fallirono, ma furono messi in moto i preparativi per una rivolta su larga scala.
Il rovesciamento della Repubblica Democratica di Azerbaigian da parte dell'Armata Rossa nell'aprile 1920 creò un precedente per i bolscevichi in Georgia. La Georgia aveva stretto un'alleanza difensiva con l'Azerbaigian dal 1919, ma il governo menscevico esitava a farsi coinvolgere nel conflitto. Nel suo discorso del 30 aprile, il premier georgiano Noe Zhordania affermò che il suo paese era pronto a venire in aiuto all'Azerbaigian a condizione che il suo stesso popolo combattesse per la propria indipendenza. Tuttavia, poiché i Rossi incontrarono una resistenza minima a Baku, il governo georgiano scese di non intervenire, una decisione che fu pesantemente criticata dall'opposizione. Zhordania dichiarò alla fine che la Georgia, qualora fosse stata attaccata, avrebbe difeso la sua indipendenza.

## Tentato colpo di Stato
Sergo Ordzhonikidze, un commissario bolscevico dell'Armata Rossa nel Caucaso e stretto alleato di Iosif Stalin, cercò di persuadere il leader russo Lenin a consentire un'avanzata in Georgia. Il 1º maggio, il governo georgiano ordinò la mobilitazione e nominò comandante in capo il generale Giorgi K'vinit'adze, direttore del Collegio militare di Tiflis. I bolscevichi in Georgia, pienamente fiduciosi che l'Armata Rossa avrebbe continuato la sua marcia in Georgia, non esitarono più. Dopo le irrequiete manifestazioni e i disordini della Giornata internazionale dei lavoratori del 1º maggio a Tiflis, i bolscevichi formarono e sostennero gruppi armati per prendere il controllo degli edifici governativi. Nella notte tra il 2 e il 3 maggio, circa 25 combattenti bolscevichi attaccarono la Scuola militare di Tiflis come passo preliminare alla presa del potere. Il generale K'vinit'adze risiedeva ancora nella sede e lui e i suoi cadetti resistettero, uccidendo e ferendo diversi aggressori. Successivamente, i capi, tre bolscevichi armeni, furono processati dalla corte marziale e giustiziati. Il tentativo di prendere il potere e fallì e i bolscevichi furono radunati in tutta Tiflis e in altre città georgiane.

## Scontri di confine
Nel frattempo, l'Armata Rossa, raggiunta la frontiera georgiano-azera, continuò ad avanzare in territorio georgiano, apparentemente su iniziativa di Ordzhonikidze. Dopo aver affrontato con successo i disordini a Tiflis, il governo georgiano concentrò tutte le sue forze al confine con l'Azerbaigian e respinse i distaccamenti dell'Armata Rossa, organizzando una controffensiva. Il governo russo cercò di sostenere che questo combattimento fosse un conflitto locale tra la Georgia e l'Azerbaigian sovietico. Di fronte alle rinnovate ostilità con la Polonia, i sovietici conclusero che, date le circostanze, sarebbe costato troppo aprire un secondo fronte e occupare la Georgia. Lenin decise di rinunciare momentaneamente al tentativo e acconsentì ai negoziati per i quali la delegazione georgiana era a Mosca dalla fine di aprile, giorni prima del tentativo di invasione. Il 7 maggio 1920 Russia e Georgia firmarono un trattato di mutuo riconoscimento.